# جيوزيبي بابادوبولو
جيوزيبي بابادوبولو (بالإيطالية: Giuseppe Papadopulo)‏ (مواليد 2 فبراير 1948 في تشازالي ماريتيمو - إيطاليا) لاعب كرة قدم إيطالي معتزل كان يجيد اللعب في مركز قلب الدفاع وحاليا مدرب نادي الدرجة الأولى بولونيا الإيطالي منذ 2009 .

## روابط خارجية
- جيوزيبي بابادوبولو على موقع قاعدة بيانات كرة القدم.إي يو (الإنجليزية)
- جيوزيبي بابادوبولو على موقع عالم كرة القدم.نت (الإنجليزية)
- جيوزيبي بابادوبولو على موقع كووورة